# Family cap
Family cap je praxe odepření dodatečných sociálních dávek matkám a rodinám závislým na sociální podpoře po narození dalšího dítěte. Tento systém je rozšířený především v USA a některých asijských státech, jako je Singapur a Jižní Korea.